# Dimitrie Cantemir (Vaslui)
Dimitrie Cantemir é uma comuna romena localizada no distrito de Vaslui, na região de Moldávia. A comuna possui uma área de 91,05 km² e sua população era de 2 937 habitantes segundo o censo de 2007.
O nome da cidade homenageia ao príncipe Demétrio Cantemiro (1673–1723), nobre e humanista moldavo, que governou a região entre 1710 e 1711, quando esta achava-se sob domínio otomano.